# Мешулам Нахарі
Мешулам Нахарі (івр. משולם נהרי; нар. 7 травня 1951, Єрусалим, Ізраїль) — ізраїльський політик, депутат кнесету (15, 16, 17, 18, 19, 20 скликання), був заступником міністра освіти Ізраїлю, заступником міністра соціального забезпечення та соціальних послуг і міністром без портфеля.

## Біографія
Мешулам Нахарі народився 7 травня 1951 року в місті Єрусалимі, Ізраїль. Закінчив єшиву «тіферет Цві», а також єшиву в Хевроні, отримав звання рабина. Навчався у коледжі для вчителів імені Ліфшиця, отримав ступінь бакалавра. Спеціальність — викладач.
Проходив службу в Військової-Повітряних силах Армії оборони Ізраїлю, в частинах протиповітряної оборони, отримав звання сержанта. Працював керівником відділу ортодоксальної культури в Міністерстві освіти Ізраїлю.
У 1999 року вперше був обраний в Кнесет (15 скликання), в сформованому Егудом Бараком уряді став заступником міністра освіти. Зберігши цю посаду в наступному, двадцять дев'ятому уряді Ізраїлю, який сформував Аріель Шарон.
В уряді Ехуда Ольмерта працював міністром без портфеля.
У 2009 року Нахарі переобрали в кнесет, в другому уряді Нетаньяху зберіг пост міністра без портфеля.
Після чергового переобрання в 2015 році він був призначений заступником міністра соціального забезпечення та соціальних послуг в новому уряді, сформованому в травні 2015 року.

## Особисте життя
Нахарі одружений, має п'ятьох дітей і живе в Єрусалимі.